# Peenemünder Schanze

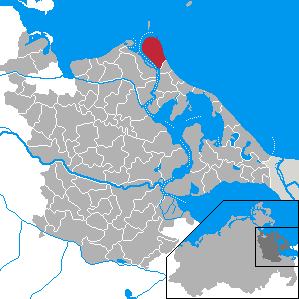
Lage von Peenemünde

Die Peenemünder Schanze war ein Fort an der Nordspitze Usedoms am Peenestrom gelegen. Im Laufe seiner Geschichte wechselte das Festungswerk mehrfach den Besitzer. Von 1631 bis 1721 gehörte die Festung zu Schweden und danach bis zu ihrer endgültigen Demontierung im Jahr 1871 zu Preußen. Sie ist seit 1955 ein geschütztes Bodendenkmal und gehört seit 2011 zur geschützten Bodendenkmallandschaft Peenemünde.

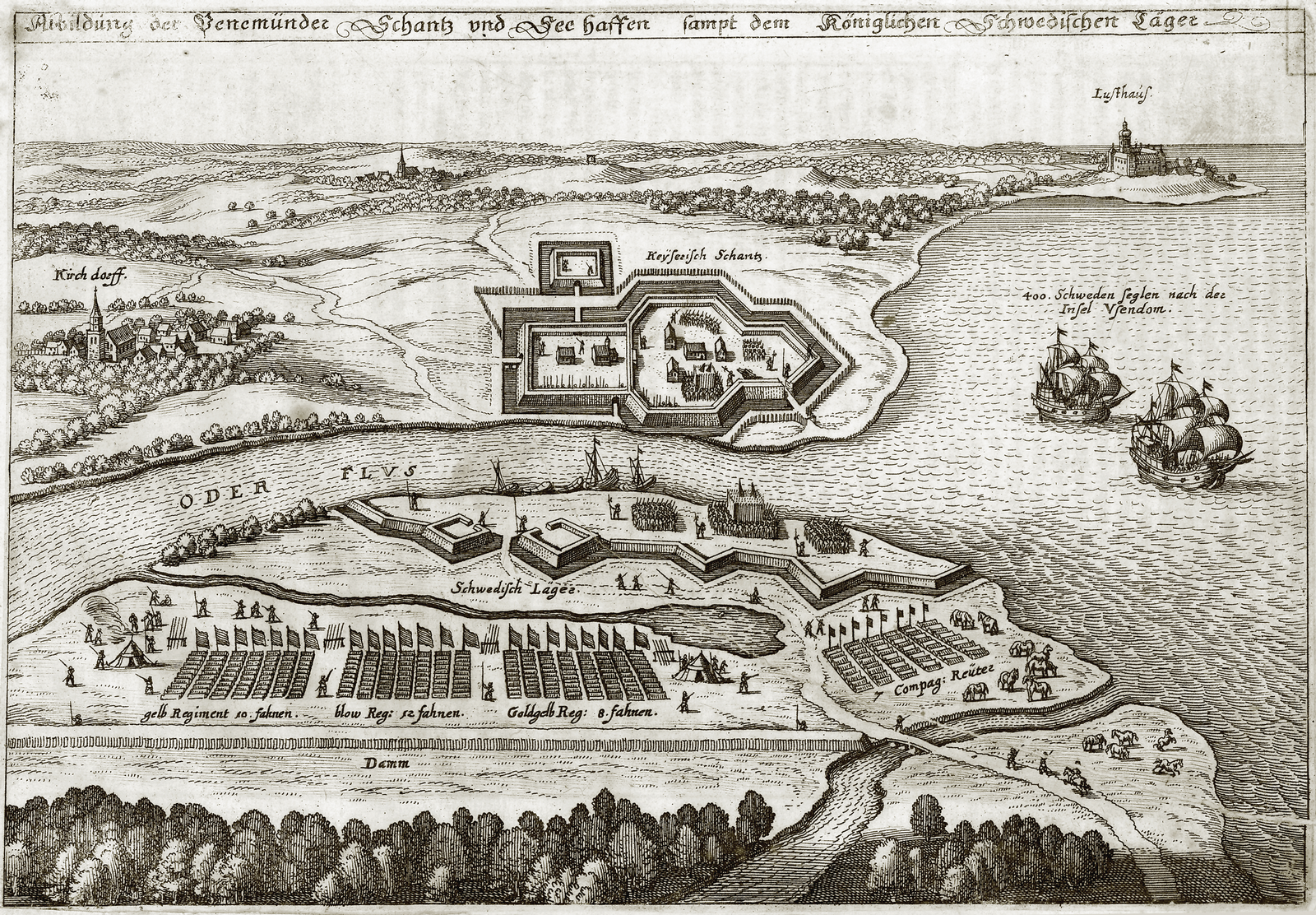
Peenemünder Schanze um 1630 (unten), in Bildmitte die Schanze von Grünschwade, oben rechts das abgegangene Schloss Freesendorf des wüsten Ortes Freesendorf bei Lubmin

## Geschichte

### Im Dreißigjährigen Krieg
An der Stelle der späteren Peenemünder Schanze war im 15. Jahrhundert eine Zoll- und Lotsenstation. Hier wurde der „Pommersche Fürstenzoll“ erhoben und gingen auch die Lotsen für die Fahrt in die Oder an Bord einlaufender Schiffe.
Trotz Protests des militärisch schwachen Pommernherzogs Bogislaw XIV. besetzten kaiserliche Truppen ab 1627 das Herzogtum Pommern und belagerten die dortigen Festungen (z. B. Stralsund).
Auf Weisung des kaiserlichen Oberbefehlshabers Wallenstein wurden 1628 bei Peenemünde und bei Westswine (Swinemünde) Schanzen an den Odereinfahrten aufgeworfen. An der schmalsten Stelle des Peenestroms zur Ostsee entstand eine massive Sternschanze aus Erdwällen. Die Schanze kontrollierte die Einfahrt zum Peenestrom und wurde mit kaiserlichen Landsknechten besetzt.
Am 24. Juni 1630 erreichte Gustav II. Adolf von Schweden mit seiner Flotte die Peenemündung und landete seine Truppen an. Er nahm ohne Gegenwehr die Peenemünder Schanze in Besitz. Die Schweden bauten die Peenemünder Schanze weiter aus. Es entstanden später Kasematten und Ziegelsteinbauten.

### Schwedische Zeit (1648–1720)

Peenemünde Schanze und Dorf 1693 in schwedischer Matrikelkarte

In den Jahren 1648 bis 1720 gehörte die Peenemünder Schanze zu Schwedisch-Pommern. Im Brandenburgisch-Schwedischen Krieg versuchten Anfang Oktober 1675 die Brandenburger ohne Erfolg die Peenemünder Schanze zu erobern. Im Januar 1676 überrumpelten die Brandenburger aber die schwedischen Truppen und nahmen die Schanze ein. Im Juni 1676 landeten die Schweden Truppen bei Peenemünde an und eroberten die Schanze zurück. Die Brandenburger erlitten 300 Tote und 30 Gefangene. Die Brandenburger bezogen am 14. Juli 1676 mit 1000 Mann Infanterie, 100 Reitern und Geschützen vor der Schanze Stellung. Sie schlossen die Schanze von Osten ein. Der schwedische Kommandant kapitulierte nach einem 24-stündigen Beschuss und erhielt mit 140 Schweden freien Abzug. Nach dem Stockholmer Frieden von 1679 mussten sich die Brandenburger aus Pommern zurückziehen und die Schweden übernahmen Pommern wieder.
Im Großen Nordischen Krieg wurde die Schanze am 22. August 1715 von 1000 Preußen und Sachsen angegriffen. Trotz starker Gegenwehr siegten die zahlenmäßig überlegenen Angreifer. Nach dem Kampf hatten die Verbündeten 33 Offiziere und 575 Mann an Toten und Schwerverwundeten; die Schweden hatten 58 Tote und 68 Verwundete zu beklagen. Während des Kampfes wurden 100 Schweden gefangen genommen.
Nach Kriegsende 1720 kam Usedom zu Brandenburg-Preußen, damit verlor Schweden die Kontrolle über die Einfahrt zur Oder. Es versuchte die Wiederherstellung der Einfahrtskontrolle durch den Bau der Befestigung und des Hafens von Grünschwade gegenüber der Peenemünder Schanze zu erlangen.

### Im Siebenjährigen Krieg

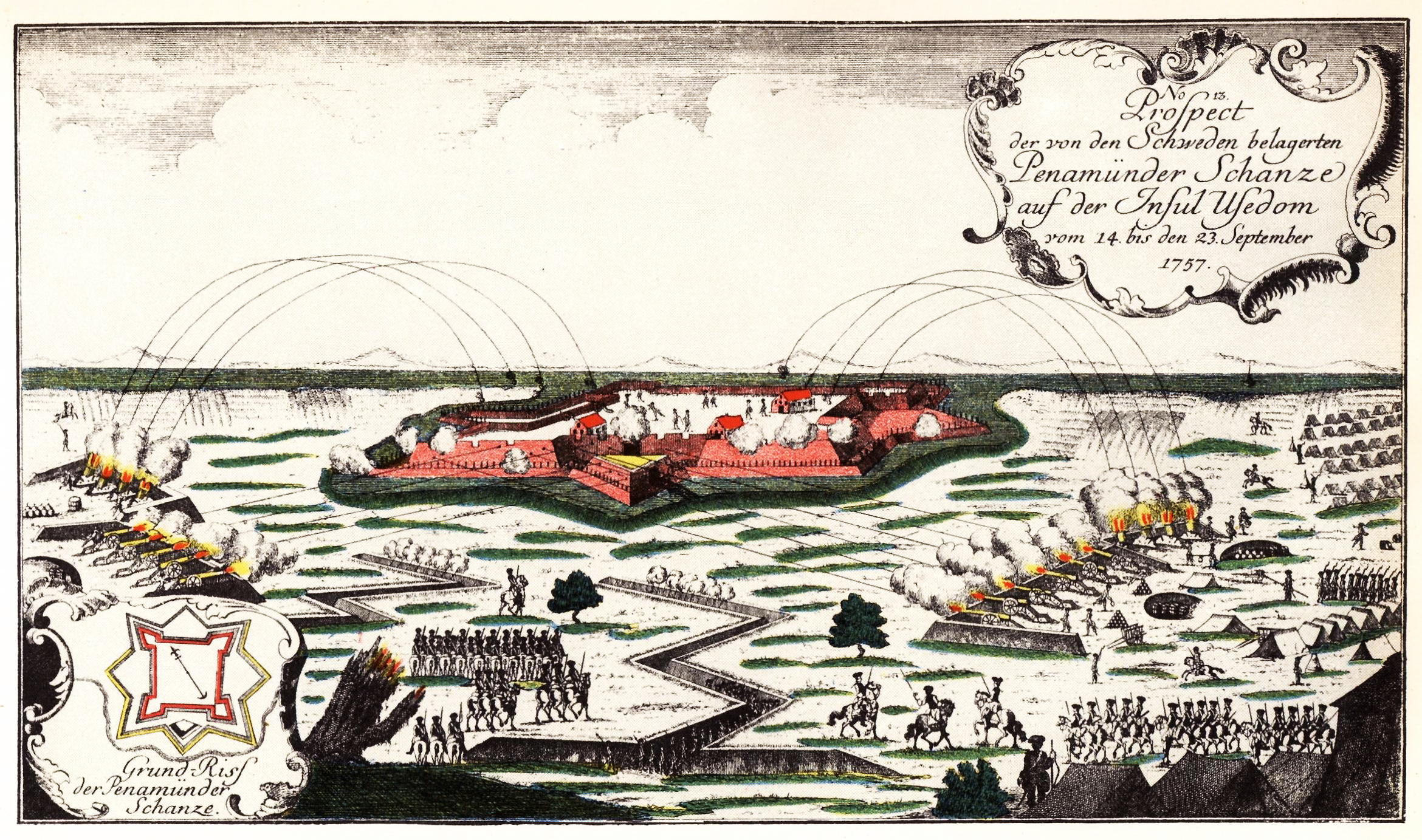
Belagerung von 1757

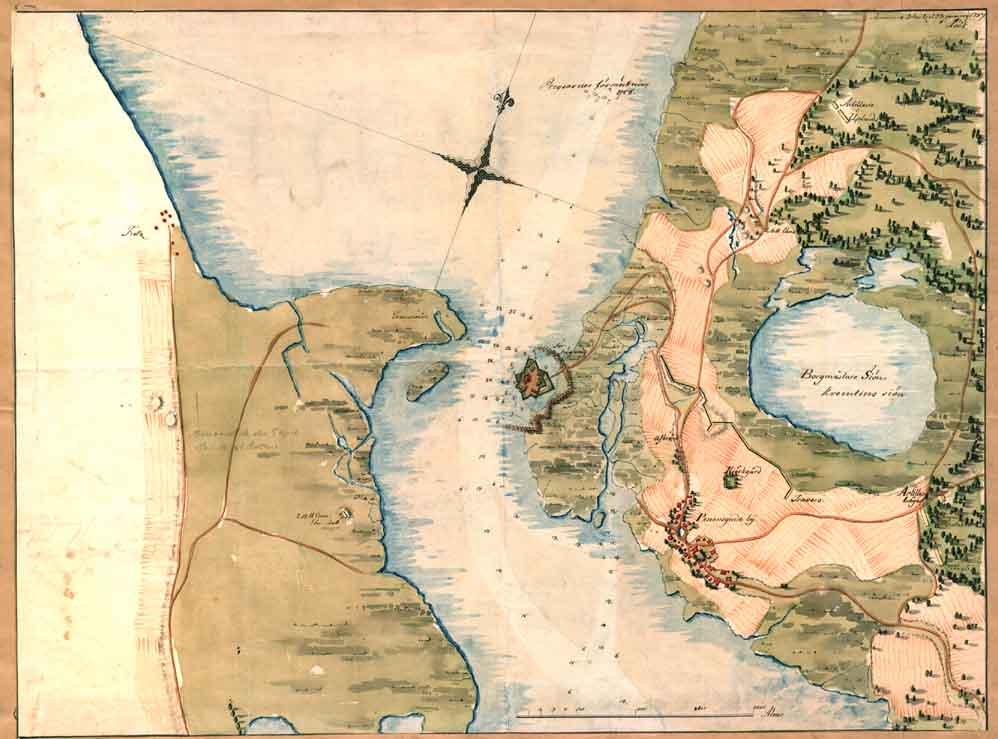
Peenemünder Schanze 1759

Peenemünder Schanze 1759 – Aufbauplan

1756 begann der Siebenjährige Krieg, in dessen Verlauf es zu den schwersten Kämpfen um die Peenemünder Schanze kam. Die Schanze grenzte damals im Norden direkt an die Ostsee, im Süden befand sich Sumpf und Morast. Sie war von einem Peenestromarm umgeben und über eine Holzbrücke mit dem Dorf Peenemünde verbunden. Der äußere Wall und die Gräben bildeten einen rechteckigen Stern. Im südlichen Teil der Schanze befand sich ein spitzwinkliges Blockhaus und in der Mitte, von Wassergräben umgeben, lag die quadratische Hauptschanze mit den Material-, Vorrats- und Munitionskammern. Ein schmaler Meeresarm führte fast bis zur Mitte des Innenhofes. Das Fort war mit dreißig Geschützen bewaffnet.
Im Juli 1757 wurde die Peenemünder Schanze von einer preußischen Abteilung besetzt und die Befestigung noch verstärkt. Vom 14. bis 23. September belagerten schwedischen Einheiten die Peenemünder Schanze und beschossen sie, so dass nach vier Stunden die Preußen mit 200 Mann kapitulierten.
Von Januar bis März 1758 belagerten die Preußen die blockierte Peenemünder Schanze, begannen am 9. März mit der Errichtung der Batterien und eröffneten unter Generalmajor von Manteuffel am 12. März mit ihren Geschützen von See aus die Beschießung. Dabei wurde am 13. März das Pulvermagazin getroffen, welches explodierte und das Innere der Schanze und die Holzbauten in Brand setzte. Den Schweden blieb letztlich nichts anderes übrig, als mit acht Offizieren und 179 Mann zu kapitulieren. Anfang April versuchten die Schweden erneut von Rügen aus, die Schanze bei Nacht zu überraschen. Eine Galeere ankerte am 3. April vor dem Ruden und schiffte in der Nacht zum 6. April 17 Boote mit 200 Mann aus. Bei Einbruch der Dunkelheit segelten sie dicht an die Schanze heran und legten die Sturmleitern an. Die Preußen wehrten die Schweden ab. Im Kampf verloren die Schweden 16 Tote, 60 Gefangene und ein großes Boot. Die schwedischen Generäle Hessenstein und Ehrensvärd rückten anschließend aus Richtung Anklam und Demmin mit 2000 Mann bei Wolgast über den Peenestrom vor und begannen am 19. Juli 1758 eine erneute Belagerung der Schanze. Am 25. Juli 1758 zogen sich die Preußen kampflos mit 300 Mann zurück.
Das Jahr 1759 begann erneut mit Kämpfen um das Peenemünder Fort. Preußische Truppen rückten ab dem 1. Januar wieder in Schwedisch-Pommern ein. Die Schweden zogen sich zurück, so dass die preußischen Truppen die von den Schweden weiterhin besetzte Schanze belagern konnte. Die Schweden konnten die Schanze halten, dann begann am 9. April 1759 die Bombardierung der Schanze. Durch ein Geschoss wurde erst ein kleines und bald darauf das größere Hauptpulvermagazin getroffen und gesprengt. Die Explosion zerstörte einen großen Teil des Walls, tötete mehrere Mann der Besatzung und verwundete weitere 60. Noch in der Nacht zum 10. April kam es zur Kapitulation der Schweden mit 10 Offizieren, 235 Mann und 33 Geschützen. Dieses war der letzte Kampf um das Fort Peenemünde. Der preußische König Friedrich II. erließ den Befehl an General Manteuffel die Peenemünder Schanze schleifen zu lassen. Die Grundanlagen der Schanze blieben weiterhin als Lotsen- und Zollstation bestehen.

### Im 19. Jahrhundert
Zum letzten Mal wurde die Peenemünder Schanze im Vierten Koalitionskrieg von 1807 durch die Franzosen belagert und erobert. 1848 im Zuge der Schleswig-Holsteinischen Erhebung wurde die alte Peenemünde Schanze erneut kriegsbereit hergestellt, mit vier schweren Geschützen ausgerüstet und von etwa 50 Soldaten besetzt. 1870 im Deutsch-Französischen Krieg wurde die Peenemünder Schanze in einen kriegsbereiten Zustand versetzt. Nach Ende des Konflikts wurde die Anlage endgültig demilitarisiert und demontiert. Als Lotsen- und Zollstation blieb die Schanze bis 1903 bestehen.